# 安龙臭蛙
安龙臭蛙（学名：Rana anlungensis）为蛙科蛙属的两栖动物，是中国的特有物种。分布于贵州等地，常见于植物茂密水清见底以及岩石上苔藓多的山溪内。其生存的海拔范围为1480至1550米。该物种的模式产地在贵州安龙。